# Torrita Tiberina
Torrita Tiberina és un comune (municipi) de la ciutat metropolitana de Roma, a la regió italiana del Laci, situat uns 40 km al nord de Roma. L'1 de gener de 2018 tenia 1.056 habitants.
Torrita Tiberina lim ita amb els següents municipis: Filacciano, Montopoli di Sabina, Nazzano i Poggio Mirteto.